# 奧爾佩河 (洪德姆河支流)
51°05′22″N 8°04′53″E / 51.0895°N 8.08126°E
奧爾佩河（德語：Olpe），是德國的河流，位於該國西部，處於北萊茵-威斯特法倫州，屬於洪德姆河的左支流，河道全長15.4公里，流域面積47.2平方公里。